# Hermann Falke (Politiker)

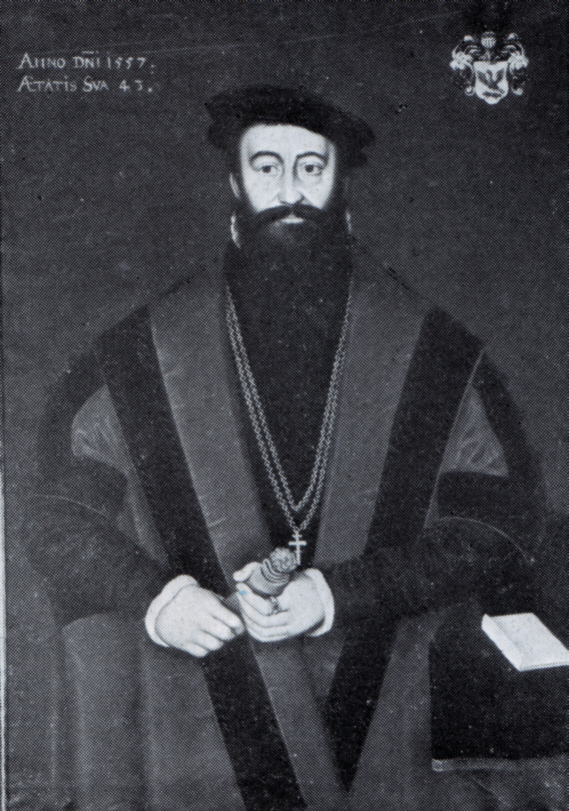
Hermann Falke in der Bürgermeistergalerie im Lübecker Rathaus

Hermann Falke, auch Falcke (* 1513 oder 1514; † 1. Dezember 1559 in Lübeck) war ein Jurist und Bürgermeister der Hansestadt Lübeck.
Hermann Falke war der Sohn des 1530 verstorbenen Lübecker Bürgermeisters und Flottenführers Hermann Falcke. Das Studium der Rechtswissenschaften an der Universität Rostock schloss er mit der Promotion zum Dr. beider Rechte ab. Zunächst war er Livländischer Kanzler. 1548 wurde er in den Lübecker Rat gewählt und von diesem 1553 zum Bürgermeister bestimmt. Er vertrat die Stadt 1553 gemeinsam mit dem Ratsherrn Gottschalk von Wickede († 1558) sowie den Gesandten weiterer Hansestädte in Brügge. Von Brügge aus reiste die Gesandtschaft nach London weiter, um am englischen Hof eine Bestätigung der Privilegien für die Kaufleute der Hanse im Stalhof zu erlangen. Auch 1557 reiste er in gleicher Mission. Er vertrat die Stadt Lübeck auf mehreren Hansetagen zwischen 1550 und 1557. Falke war verheiratet mit Abelke Carstens. Er bewohnte das von seinem Vater ererbte Haus in der Breiten Straße 33. Johann Bocerus verfasste 1560 ein Trauergedicht für ihn und andere Mitglieder des Rats.